# Baignes-Sainte-Radegonde
Baignes-Sainte-Radegonde est une commune du Sud-Ouest de la France, située dans le département de la Charente (région Nouvelle-Aquitaine).
Ses habitants sont appelés les Baignois et Baignoises.

## Géographie

### Localisation et accès
La commune de Baignes-Sainte-Radegonde, chef-lieu de canton, est située au sud-ouest de la Charente. C'est la capitale du Petit Angoumois. Elle se trouve à l'est de la forêt de la Double saintongeaise  et à l'ouest du vignoble charentais. Elle est limitrophe de la Charente-Maritime, à 12 km au sud-ouest de Barbezieux et à 42 km d'Angoulême.
Elle est aussi à 9 km de Chevanceaux, 16 km de Brossac, 17 km de Jonzac, de Montendre et d'Archiac, 35 km de Cognac et 66 km de Bordeaux.
Le gros bourg de Baignes est une petite ville commerçante située à l'extrémité est de la commune, de sorte que l'un de ses faubourgs appartient à la commune de Touvérac.
La RN 10 de Paris en Espagne limite la commune au sud-est.
La commune est traversée par de nombreuses routes départementales, et le bourg de Baignes est desservi par la D 2 d'est en ouest, qui va de Brossac à la limite départementale, en direction de Jonzac, la D 14 qui va en direction de Barbezieux par Reignac, la D 100 qui va au nord en direction de Cognac par Archiac, la D 38 au nord-est en limite avec Touvérac en direction de Montchaude, et la D 132 vers le sud-est en direction de la N 10 et de Bors.

### Lieux-dits et hameaux
Parmi les très nombreux hameaux, les principaux sont : Sainte-Radegonde, ancien chef-lieu de la paroisse, qui possède encore une église du XIIIe siècle ; Puygareau, au nord de Sainte-Radegonde ; Guitres, chez Merle, et la Perdasse, dans le nord de la commune ; les Clonneries, chez Breau ; le Portail, Pilledoux, etc..

### Communes limitrophes
| Saint-Maigrin (Charente-Maritime)      | Montmérac  |          |
| Mortiers, Léoville (Charente-Maritime) | Baignes    | Touvérac |
| Vanzac, Bran (Charente-Maritime)       | Chantillac | Bors     |

### Géologie et relief
Une grande partie centrale et ouest de la commune est située dans le Campanien, calcaire crayeux du Crétacé supérieur qui occupe une grande partie sud des Charentes. Le nord et le sud-est sont occupés par un terrain composé de sable kaolinique, d'argiles et de galets datant du Tertiaire. Ces sols sont souvent boisés en pins maritimes et constituent la lisière nord-ouest de la Double saintongeaise,,.
La partie occidentale de la commune forme une vaste plaine ouverte vers l'ouest, et le relief se concentre sur la partie orientale. Des bois importants couvrent le nord et le sud-est de la commune, qui font partie de la Double saintongeaise. Le point culminant de la commune est à une altitude de 148 m, situé au sud-est à Pilledoux. Le point le plus bas est à 51 m, situé le long du Pharon sur la limite ouest. Le bourg de Baignes est à 75 m d'altitude.

### Hydrographie

#### Réseau hydrographique
La commune est située dans  le bassin versant de la Charente et  le bassin de la Dordogne au sein  du Bassin Adour-Garonne. Elle est drainée par le Pharon, le Tâtre, le ruisseau le Lariat et par divers petits cours d'eau, qui constituent un réseau hydrographique de 24 km de longueur totale,.
Le Pharon, d'une longueur totale de 18,9 km, prend sa source dans la commune, dans un petit étang, et se jette  dans la Seugne à Ozillac, après avoir traversé 7 communes. Il traverse la commune d'est en ouest et arrose les bourgs de Baignes et de Sainte-Radegonde. Il sert de limite communale à l'est avec Touvérac, et il s'appelle ruisseau de la Grolle en amont. Il prend sa source au pied du point culminant de la commune,
Au nord, la commune est limitée par le Tâtre et, sur une certaine distance, par l'étang de Saint-Maigrin. Le Tâtre, d'une longueur totale de 20,1 km, prend sa source dans la commune de Touvérac et se jette  dans le Trèfle à Allas-Champagne, après avoir traversé 9 communes.
Le ruisseau le Lariat, d'une longueur totale de 13,9 km, prend sa source dans la commune  et se jette  dans le Pharaon] à Léoville, après avoir traversé 4 communes.
Au sud-ouest, le Mathelon, autre petit affluent indirect de la Seugne (par le Lariat qui coule à Bran), prend sa source et coule vers l'ouest.
Le territoire communal est aussi jalonné de nombreux petits étangs et retenues d'eau au sud, et de quelques sources au nord (Font du Bouille, Font du Quart).

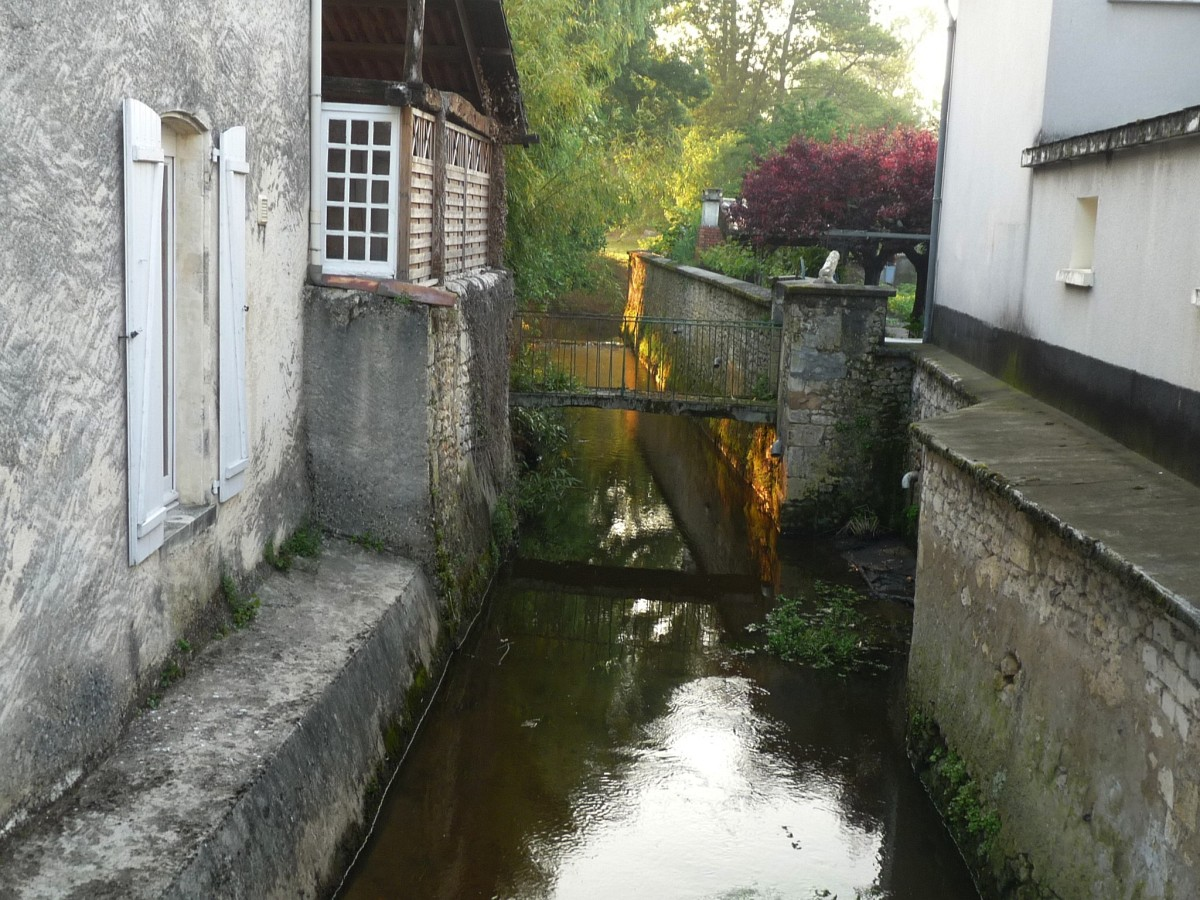
Le Pharon à Baignes.
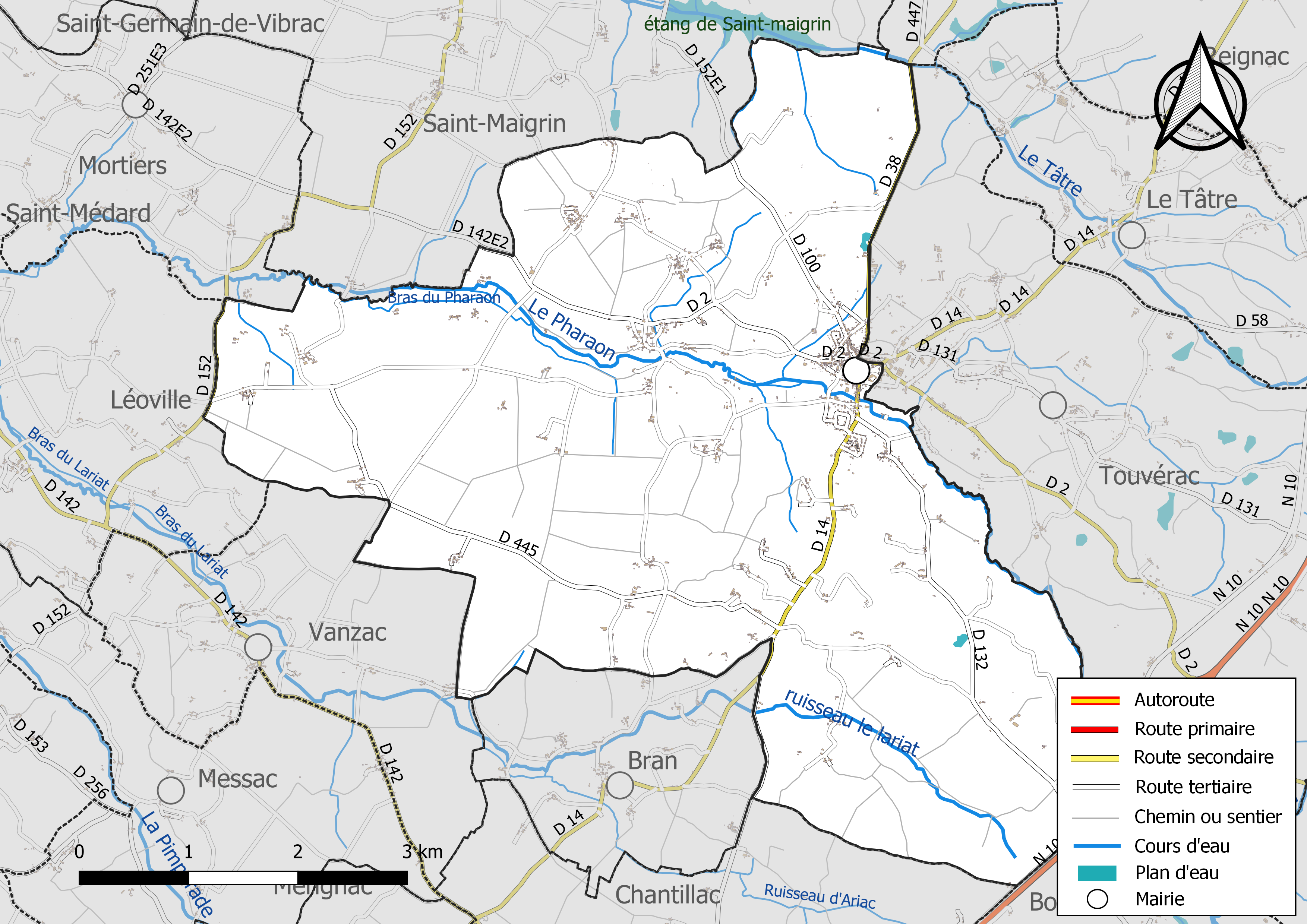
Réseaux hydrographique et routier de Baignes-Sainte-Radegonde.

#### Gestion des cours d'eau
Le territoire communal est couvert par les schémas d'aménagement et de gestion des eaux (SAGE) « Charente » et « Isle - Dronne ». Le SAGE « Charente», dont le territoire correspond au bassin de la Charente, d'une superficie de 9 300 km2, a été approuvé le 19 novembre 2019. La structure porteuse de l'élaboration et de la mise en œuvre est l'établissement public territorial de bassin Charente. Le SAGE « Isle - Dronne», dont le territoire regroupe les bassins versants de l'Isle et de la Dronne, d'une superficie de 7 500 km2, a été approuvé le 2 août 2021. La structure porteuse de l'élaboration et de la mise en œuvre est l'établissement public territorial de bassin de la Dordogne (EPIDOR). Ils définissent chacun sur leur territoire les objectifs généraux d’utilisation, de mise en valeur et de protection quantitative et qualitative des ressources en eau superficielle et souterraine, en respect des objectifs de qualité définis dans le troisième SDAGE  du Bassin Adour-Garonne qui couvre la période 2022-2027, approuvé le 10 mars 2022.

### Climat
Le climat est océanique aquitain et semblable à celui de la ville de Cognac où est située la station météorologique départementale.
La station météorologique de Météo-France installée sur la commune et en service de 1967 à 2018 permet de connaître en continu l'évolution des indicateurs météorologiques. Le tableau détaillé pour la période 1981-2010 est présenté ci-après.
| Mois                                  | jan.            | fév.           | mars           | avril           | mai           | juin          | jui.           | août           | sep.          | oct.            | nov.          | déc.           | année     |
| ------------------------------------- | --------------- | -------------- | -------------- | --------------- | ------------- | ------------- | -------------- | -------------- | ------------- | --------------- | ------------- | -------------- | --------- |
| Température minimale moyenne (°C)     | 2,7             | 2,3            | 4,4            | 6               | 9,9           | 12,4          | 13,7           | 13,9           | 11,1          | 9,2             | 5,2           | 2,8            | 7,8       |
| Température moyenne (°C)              | 6               | 6,6            | 9,5            | 11,4            | 15,6          | 18,4          | 20,1           | 20,4           | 17,1          | 13,9            | 8,9           | 6,1            | 12,9      |
| Température maximale moyenne (°C)     | 9,3             | 11             | 14,6           | 16,8            | 21,3          | 24,4          | 26,5           | 26,9           | 23,2          | 18,6            | 12,6          | 9,3            | 17,9      |
| Record de froid (°C) date du record   | −9,9 09.01.09   | −16 08.02.1991 | −10,9 01.03.05 | −3,7 21.04.1991 | −0,5 01.05.16 | 3,1 01.06.06  | 5,4 13.07.1993 | 5,5 29.08.1998 | 0,9 18.09.01  | −4,8 30.10.1997 | −8,5 17.11.07 | −10,8 21.12.01 | −16 1991  |
| Record de chaleur (°C) date du record | 17,8 13.01.1993 | 24 15.02.1998  | 26,2 20.03.05  | 30 30.04.05     | 33,5 30.05.01 | 38,6 26.06.11 | 37,9 19.07.16  | 40,3 05.08.03  | 36,2 03.09.05 | 31,2 02.10.11   | 24,2 08.11.15 | 19,1 07.12.00  | 40,3 2003 |
| Précipitations (mm)                   | 78,9            | 60,8           | 61,3           | 72,1            | 71,2          | 56,1          | 49,6           | 51,2           | 63            | 83,9            | 89,1          | 90             | 827,2     |

## Urbanisme

### Typologie
Au 1er janvier 2024, Baignes-Sainte-Radegonde est catégorisée commune rurale à habitat dispersé, selon la nouvelle grille communale de densité à 7 niveaux définie par l'Insee en 2022.
Elle est située hors unité urbaine. Par ailleurs la commune fait partie de l'aire d'attraction de Barbezieux-Saint-Hilaire, dont elle est une commune de la couronne,. Cette aire, qui regroupe 25 communes, est catégorisée dans les aires de moins de 50 000 habitants,.

### Occupation des sols
L'occupation des sols de la commune, telle qu'elle ressort de la base de données européenne d’occupation biophysique des sols Corine Land Cover (CLC), est marquée par l'importance des territoires agricoles (76,1 % en 2018), une proportion sensiblement équivalente à celle de 1990 (76,7 %). La répartition détaillée en 2018 est la suivante : 
zones agricoles hétérogènes (32,1 %), terres arables (31 %), forêts (18,2 %), cultures permanentes (11,8 %), milieux à végétation arbustive et/ou herbacée (4,3 %), zones urbanisées (1,4 %), prairies (1,2 %). L'évolution de l’occupation des sols de la commune et de ses infrastructures peut être observée sur les différentes représentations cartographiques du territoire : la carte de Cassini (XVIIIe siècle), la carte d'état-major (1820-1866) et les cartes ou photos aériennes de l'IGN pour la période actuelle (1950 à aujourd'hui).

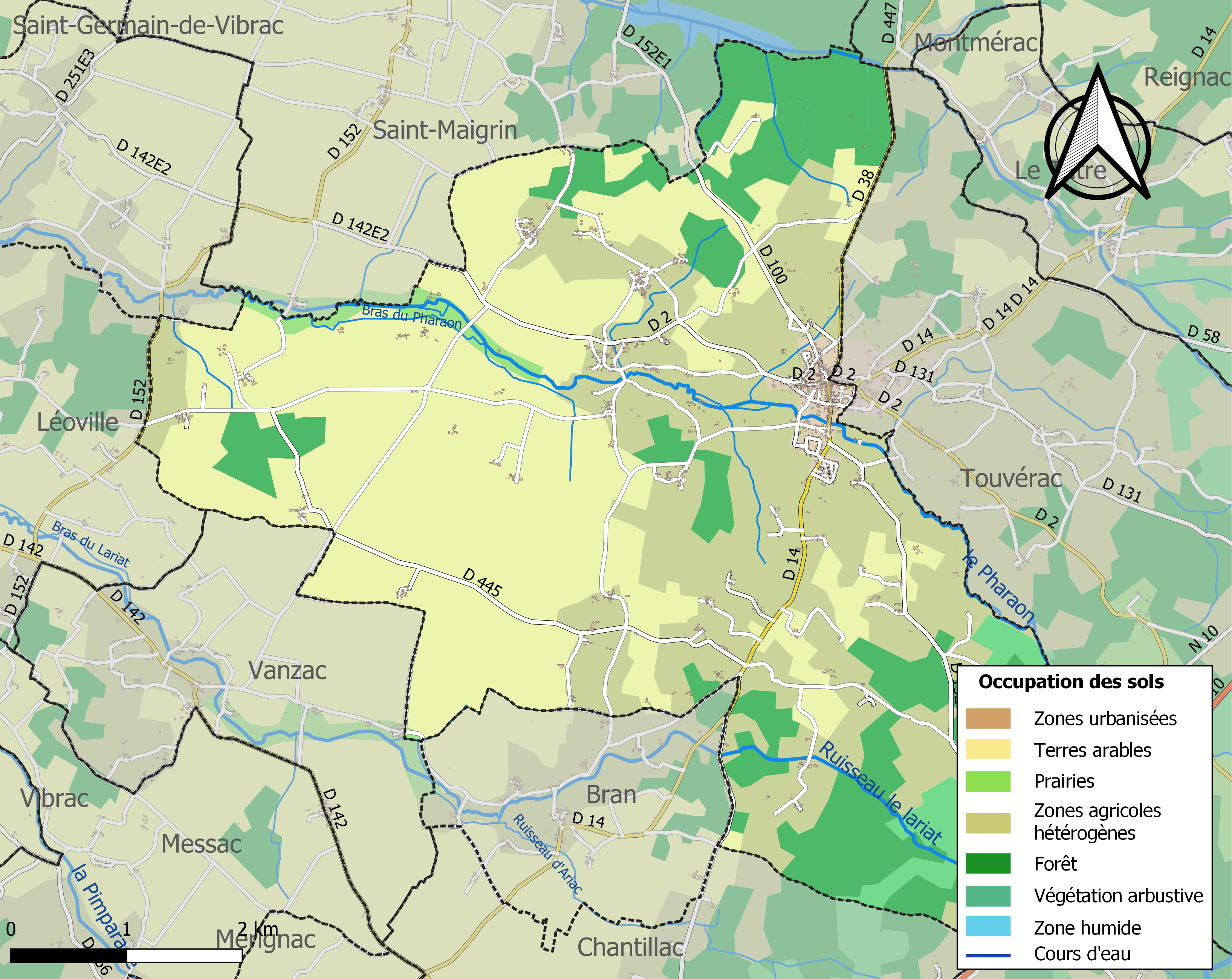
Carte des infrastructures et de l'occupation des sols de la commune en 2018 (CLC).

### Risques majeurs
Le territoire de la commune de Baignes-Sainte-Radegonde est vulnérable à différents aléas naturels : météorologiques (tempête, orage, neige, grand froid, canicule ou sécheresse), feux de forêts et séisme (sismicité faible). Il est également exposé à un risque technologique, le transport de matières dangereuses. Un site publié par le BRGM permet d'évaluer simplement et rapidement les risques d'un bien localisé soit par son adresse soit par le numéro de sa parcelle.

#### Risques naturels
Baignes-Sainte-Radegonde est exposée au risque de feu de forêt. Un plan départemental de protection des forêts contre les incendies (PDPFCI) a été élaboré pour la période 2017-2026, faisant suite à un plan 2007-2016. Les mesures individuelles de prévention contre les incendies sont précisées par divers arrêtés préfectoraux et s’appliquent dans les zones exposées aux incendies de forêt et à moins de 200 mètres de celles-ci. L’arrêté du 3 mai 2016 règlemente l'emploi du feu en interdisant notamment d’apporter du feu, de fumer et de jeter des mégots de cigarette dans les espaces sensibles et sur les voies qui les traversent sous peine de sanctions. L'arrêté du 27 décembre 2019 rend le débroussaillement obligatoire, incombant au propriétaire ou ayant droit,,,.

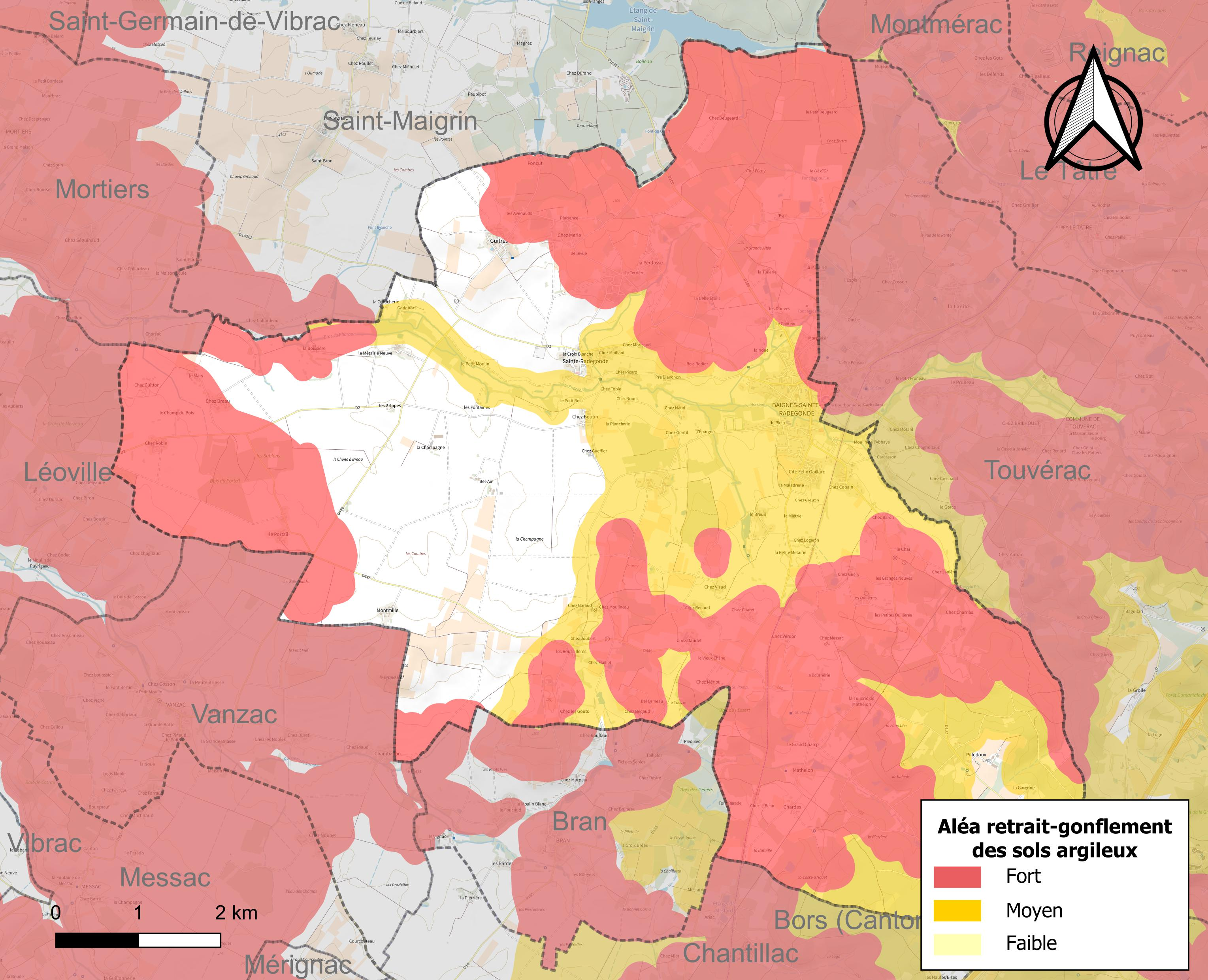
Carte des zones d'aléa retrait-gonflement des sols argileux de Baignes-Sainte-Radegonde.

Le retrait-gonflement des sols argileux est susceptible d'engendrer des dommages importants aux bâtiments en cas d’alternance de périodes de sécheresse et de pluie. 75,7 % de la superficie communale est en aléa moyen ou fort (67,4 % au niveau départemental et 48,5 % au niveau national). Sur les 687 bâtiments dénombrés sur la commune en 2019, 645 sont en aléa moyen ou fort, soit 94 %, à comparer aux 81 % au niveau départemental et 54 % au niveau national. Une cartographie de l'exposition du territoire national au retrait gonflement des sols argileux est disponible sur le site du BRGM,.
Par ailleurs, afin de mieux appréhender le risque d’affaissement de terrain, l'inventaire national des cavités souterraines permet de localiser celles situées sur la commune.
La commune a été reconnue en état de catastrophe naturelle au titre des dommages causés par les inondations et coulées de boue survenues en 1982, 1986, 1987 et 1999. Concernant les mouvements de terrains, la commune a été reconnue en état de catastrophe naturelle au titre des dommages causés par des mouvements de terrain en 1999.

#### Risques technologiques
Le risque de transport de matières dangereuses sur la commune est lié à sa traversée par une ou des infrastructures routières ou ferroviaires importantes ou la présence d'une canalisation de transport d'hydrocarbures. Un accident se produisant sur de telles infrastructures est susceptible d’avoir des effets graves sur les biens, les personnes ou l'environnement, selon la nature du matériau transporté. Des dispositions d’urbanisme peuvent être préconisées en conséquence.

## Toponymie
Les formes anciennes sont Cathmeriacum, nom peut-être d'origine celtique, avant le VIIIe siècle, date de la fondation de l'abbaye lorsque les moines lui donnèrent le nom de Beania (féminin singulier), qu'on retrouve en 1068 et après, et Sancta Radegundis.
Beanus signifierait en bas-latin « étudiant nouvellement arrivé à l'Académie », ou bec jaune. Mais selon Dauzat, Beania pourrait être une déformation populaire de Bethania, localité souvent citée dans les Évangiles.

## Histoire
À l'époque romaine, Baignes-Sainte-Radegonde s'appelait alors Cathmeriacum et le cours d'eau qui la traversait était le Cavallo,.

### Période médiévale
Selon la tradition populaire, l'abbaye Saint-Étienne de Baignes aurait été construite, à l'époque de Charlemagne, au sud du bourg. Dans son principe, cette abbaye dépendait de l'ordre de Saint-Benoît mais Ramnulphe (Ramnulfus Focaudi), évêque de Saintes entre 1083 et 1106, la confia à la direction de Hugues, abbé de Cluny. Pierre II de Soubise, son successeur à l'évêché de Saintes (1107-1112), confirma cette cession à l'abbé Pontius selon la charte que l'on en a gardé dans les archives de Cluny.
Entre le IXe et XVIIIe siècles, Baignes était le siège d'une viguerie, qui rendait la justice localement. Elle était alors dans le diocèse de Saintes, puis fut rattachée aux six autres du comté d'Angoulême, qui en comptera une vingtaine de par son extension au XIe siècle.
Baignes devint plus tard la baronnie de Montausier. Le château de Montausier s'élevait à une faible distance du bourg, au nord. Il n'en subsiste plus qu'une vieille tour et une fontaine, appelée Font de Madame, dont on peut remarquer la voûte.
Au Moyen Âge, les moines de l'abbaye donnèrent à la ville le nom de Beania. Béania réunissait le bourg de l'abbaye et le bourg de Montausier.
La baronnie de Montausier, avec celle voisine de Chaux, formait l'enclave du Petit Angoumois, ressortissant pour la justice au présidial d'Angoulême, et pour l'administration à l'intendant de la Généralité de Limoges. Ce territoire se composait d'une douzaine de paroisses, dont sept, en tout ou partie, sont dans le département de la Charente : Sainte-Radegonde avec Mathelon, Chantillac, Le Tâtre, Touvérac, Bors avec Venet, Boisbreteau en partie avec Peirrefont. Tout le pays environnant était de Saintonge, élection de Barbezieux. La paroisse de Baignes, elle-même, était saintongeaise et de cette élection. Cela provenait de ce que la baronnie de Montausier et Chaux avait été détachée, au Moyen Âge, du comté d'Angoulême.

### Seigneurs de Montausier
À l'origine, la baronnie de Montausier appartenait en effet directement aux Taillefer, comtes d'Angoulême.
Mais, en 1031, le comte Geoffroi Taillefer la détacha du comté et en fit don à son fils cadet Arnaud († ap. 1076). Et le comte Guillaume V la détacha dans la 1re moitié du XIIe siècle en faveur de son fils puîné Foulque(s), père d'un autre Arnaud (attesté vers 1145-1170) qui convole avec Guiborc de Montchaude. Les descendants de cet Arnaud Taillefer conservèrent la terre de Montausier, et leur succession pourrait être : < sa fille Fina/Phine (dont l'époux est inconnu et dont la sœur Guibourg/Guiborc de Montausier maria Olivier de Chalais, attesté vers 1182-1214 : grands-parents d'Agnès de Chalais, mariée à Hélie Talleyrand, 2e moitié du XIIIe siècle) < mère d'une fille (peut-être aussi nommée Fine) qui épousa en 1214 Itier (III) le Jeune de Barbezieux < Arnaud de Barbezieux < Foulque(s) ou Foucauld, qui suit. Montausier passa ensuite dans la famille de Sainte-Maure de Montgoger/Montgauger,, car Guy Ier de Ste-Maure, fils cadet de Mahaut et de Pierre Ier de Ste-Maure de Mon(t)gog(i)er († 1324, lui-même fils cadet de Guillaume IV de Ste-Maure — alias Guillaume III de Pressigny — et de Jeanne de Rancon de Marcillac), épousa vers 1325 Marguerite de Montausier, fille héritière de Pétronille/Perronnelle, dame de Mosnac et Jonzac, et dudit Foucaud/Foulque(s), baron de Montausier (veuve, Marguerite se remaria vers 1340 avec Bernard de Comborn) : d'où - Renaud, - Aénor (x Guillaume de Chamborant de Lavaux), et leur frère aîné :
- Pierre (II) de Ste-Maure de Montausier, Josnac et Jonzac, † après 1378, x 1365 Miramonde de La Mothe de Cadillac et Saint-Seurin/Saint-Séverin, d'où - Jean († jeune) et :
- Arnaud de Ste-Maure baron de Montausier, Josnac et Jonzac, fl. 1403, 1425, 1450, x Perrette Marchand dame de Marcilly et de La Gravelle (à Marsilly ?) et de la viguerie de Talmont, veuve d'Aymar d'Archiac, fille d'André Marchand conseiller au Parlement et prévôt des marchands de Paris et de Jeanne de La Gravelle, d'où : - Renaud, fils aîné, baron de Jonzac, Mosnac et Cadillac, viguier de Talmont (x 1456 Françoise fille de Renaud Chabot de Jarnac : Postérité) ; - Marguerite dame de Mosnac en partie et de St-Seurin (x Etienne du Puy de Cazes, puis Jean de La Motte-Fouqué) ; - Béatrix dame de Meux (x 1° Jacques Chesnel de Moings, et 2° Guyot de Brousse de Jussac) ; - Catherine de Sainte-Maure, et :
- Léon Ier de Sainte-Maure, fils puîné d'Arnaud et Perrette Marchand, baron de Montausier, † vers 1485, x 1450 Jeanne fille de Gérard Le Boursier, d'où : - Jacques, - Catherine (x 1° 1477 Prégent d'Aix du Barret, 2° Jean du Pont), et
- Léon II de Sainte-Maure de Montausier, fils aîné, x 1480 Anne fille de Guillaume d'Appelvoisin sire de Chaligny/Chaligné, Puigné, La Guyray(r)e, Boisbaudran et d'Iseult de Linières/de Liniers (dame de Fougeray/Fougeré/Fougerit — sans doute à Amailloux, les Liniers ayant en effet Amailloux ; en tout cas ce fief a un lien avec les Sainte-Maure-Montausier comme on va le voir — plutôt que Fougeray à Mougon : voir ci-dessous François de Sainte-Maure, qui épouse au château de Fougerit en Amailloux Louise Gillier de Salles, mariage protestant du 23 août 1572), d'où : - Léon de Ste-Maure chevalier de Saint-Jean ; - René sire de La Guyraye (postérité de sa femme Françoise, fille de François de L'Esperonnière et de La Roche-Bardou(l)) ; - Jeanne, - Catherine, - Béatrix (trois religieuses), - Jacqueline, et :
- Guy II de Sainte-Maure de Montausier, fils aîné, † 1569, x 1538 Marguerite, fille de Claude Clinet de La(n)nes (Lannes ?) baron de La Roche-Alais/La Roche-Chalais, du Cubzaguais et du Bouilh, vicomte de Belhade, et de Catherine de Mortemer d'Ozillac. Parents de : - Louise (x François de Salignac de Rochefort), - Anne (x Charles de Noçay/Nossay de La Forge-Tillou de Saint-Michel et Chavagnes), et :
- François Ier de Sainte-Maure de Montausier, † 1588, huguenot, x 1572 Louise fille de René Gillier de Salles, d'où : - Guy de Fougeray [postérité de sa femme Marie de Jussac, fille de François de Jussac d'Ambleville de Saint-Preuil et d'Isabeau de Bourdeilles, nièce de Brantôme, dame d'Archiac, Barret et Lagarde : branche des Sainte-Maure de Fougeré/Fougeray — probablement en Amailloux — barons d'Augé, marquis de Chaux et d'Archiac] ; - François de Salles († en janvier 1614 tué en duel) ; - Catherine (dame d'honneur d'Anne d'Autriche en 1638 ; x Jean de Galard de Brassac de Béarn), et :
- les deux frères aînés, successivement barons de Montausier : - (Charles)-François II de Sainte-Maure († 1594 au siège de Laon) ; et - Léon III de Ste-Maure. Léon III épouse en 1606 Marguerite, fille de Philippe de Châteaubriant des Roches-Baritaut de Grassay et de Gilberte du Puy-du-Fou : parents de - Catherine (x 1635 Antoine de Lenoncourt de Blainville, et x 1645 Philibert-Hélie de Pompadour marquis de Laurière), et de deux frères successivement barons de Montausier : - Hector de Sainte-Maure (fils aîné, qui participe au siège de Casal en 1629 et † en juillet 1635 à Bormio dans la guerre de Trente ans) ; puis son cadet - Charles de Sainte-Maure, qui suit :

Le membre le plus remarquable de cette famille fut - Charles de Sainte-Maure (1610-1690), Ier duc de Montausier, en 1645 converti au catholicisme et marié à Julie d'Angennes de Rambouillet, précepteur en 1668 du Grand Dauphin fils de Louis XIV, et en faveur duquel ce prince érigea la baronnie de Montausier en marquisat (1644) puis en duché-pairie (1664).
Charles de Montausier n'était qu'à demi un honnête homme (au sens classique du terme) : intègre, mais parfaitement désagréable ; il servit de modèle à Molière, pour son personnage d'Alceste, dans la comédie du Misanthrope.
Il eut pour successeur sa fille unique, - Julie Marie de Montausier (1646-1695), mariée en 1664 à Emmanuel II de Crussol, duc-pair d'Uzès, gouverneur de Saintonge et d'Angoumois. Cette branche de Crussol posséda Montausier jusqu'à la Révolution, sans l'avoir jamais habité. La terre fut alors confisquée pour cause d'émigration, et le château détruit en 1793.

### Période contemporaine
Pendant la Révolution, la commune de Sainte-Radegonde s'est appelée provisoirement Pharon, puis Radegonde-la-Plaine.
Dans les années 1870, l'abbé Jean Hippolyte Michon, auteur de la Statistique monumentale de la Charente, fit construire un manoir sur l'emplacement de l'ancien château de Montausier.
Au début du XIXe siècle, la principale activité économique de Baignes est l'élevage des bœufs et des cochons. Presque tous les laboureurs sont des tisserands qui fabriquent de grosses toiles vendues sur les marchés bordelais. On compte également plusieurs tanneurs et mégissiers qui préparent des cuirs forts, des basanes et des peaux blanches.
En 1855, Sainte-Radegonde fusionne avec Baignes pour donner Baignes-Sainte-Radegonde.
En 1893, la première coopérative laitière charentaise voyait le jour à Baignes. L'appellation beurre de Baignes bénéficie encore d'une grande renommée.
Pendant la première moitié du XXe siècle, la commune était desservie par la ligne de Châteauneuf à Saint-Mariens par Barbezieux, et la gare était commune avec Touvérac.

## Administration

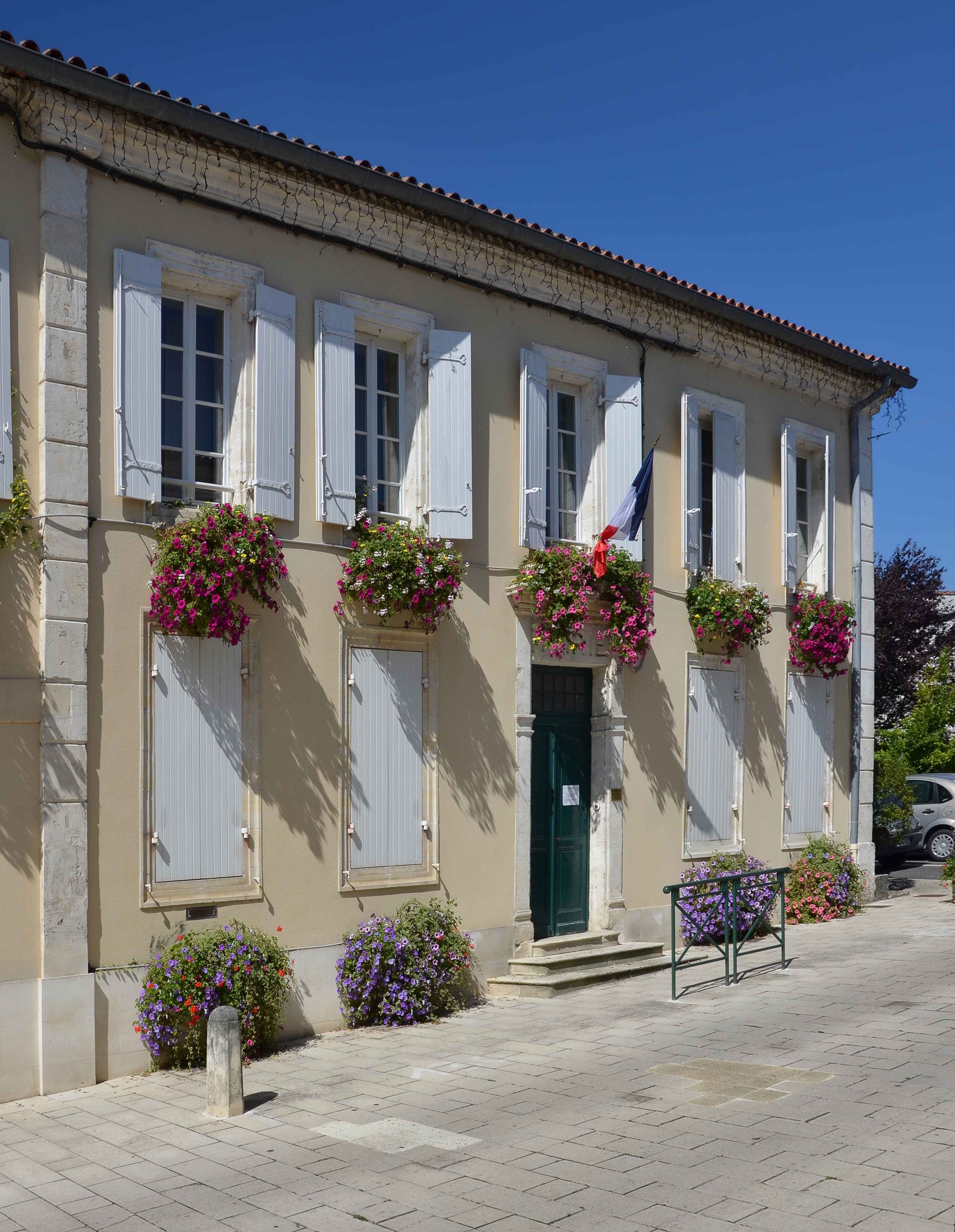
La mairie.

| Période                                                 | Période                                                        | Identité                           | Étiquette                     | Qualité                              |
| ------------------------------------------------------- | -------------------------------------------------------------- | ---------------------------------- | ----------------------------- | ------------------------------------ |
| Les données manquantes sont à compléter.                |                                                                |                                    |                               |                                      |
| 1792                                                    |                                                                | Pierre Piet                        |                               | Notaire                              |
| 1805                                                    | 8 janvier 1816                                                 | Mathieu Templier                   |                               | Notaire                              |
| février 1816                                            | janvier 1826                                                   | Jean Lafenestre                    |                               | Propriétaire                         |
| 16 janvier 1826                                         | 27 avril 1841 (décès)                                          | Paul Templier                      |                               | Notaire                              |
| 4 juin 1841                                             | 14 août 1847                                                   | Christophe Besson                  |                               | Médecin                              |
| 5 avril 1842 au 20 mai 1855 (Maire de Sainte-Radegonde) | 21 mai 1855 au 16 mai 1871 (Maire de Baignes Sainte-Radegonde) | Jean Got                           |                               | Notaire                              |
| 17 mai 1871                                             | 5 septembre 1893 (décès)                                       | Pierre Bonlieu                     | nommé par décret présidentiel | Propriétaire                         |
| novembre 1893                                           | 6 août 1909 (décès)                                            | Jérôme Amédée Rullier              |                               | Notaire                              |
| 1909                                                    | 1921 (décédé avant la fin de son mandat                        | André Broussard                    |                               | Juge de Paix                         |
| 1921                                                    | 1929                                                           | Jacques Duranteau                  |                               | Agriculteur                          |
| 1929                                                    | 1945                                                           | Charles-Albert Schmidt (1880-1962) | SFIO                          | Pasteur (1925-1935)                  |
| 1945                                                    | 1959                                                           | Gaston Duranteau                   |                               | Agriculteur                          |
| 1959                                                    | 1971                                                           | Stéphane Benoit                    |                               | Boulanger                            |
| mars 1971                                               | juin 1995                                                      | Pierre-Rémy Houssin                | RPR                           | Président du Conseil général, député |
| juin 1995                                               | 20 août 2013                                                   | Pierre Jaulin                      | DVD puis UMP                  | Conseiller général (2001-2013)       |
| octobre 2013                                            | 2020                                                           | Gérard Delétoile                   | DVD                           | Retraité                             |
| 2020                                                    | En cours                                                       | Michel Dubojski                    |                               |                                      |

## Démographie

### Évolution démographique
L'évolution du nombre d'habitants est connue à travers les recensements de la population effectués dans la commune depuis 1793. Pour les communes de moins de 10 000 habitants, une enquête de recensement portant sur toute la population est réalisée tous les cinq ans, les populations de référence des années intermédiaires étant quant à elles estimées par interpolation ou extrapolation. Pour la commune, le premier recensement exhaustif entrant dans le cadre du nouveau dispositif a été réalisé en 2008.

En 2022, la commune comptait 1 241 habitants, en évolution de −2,67 % par rapport à 2016 (Charente : −0,48 %, France hors Mayotte : +2,11 %).
| 1793 | 1800 | 1806 | 1821 | 1831 | 1841 | 1846 | 1851 | 1856  |
| ---- | ---- | ---- | ---- | ---- | ---- | ---- | ---- | ----- |
| 421  | 367  | 391  | 447  | 199  | 339  | 364  | 400  | 2 541 |

| 1861  | 1866  | 1872  | 1876  | 1881  | 1886  | 1891  | 1896  | 1901  |
| ----- | ----- | ----- | ----- | ----- | ----- | ----- | ----- | ----- |
| 2 631 | 2 417 | 2 266 | 2 227 | 2 215 | 2 122 | 2 002 | 1 899 | 1 886 |

| 1906  | 1911  | 1921  | 1926  | 1931  | 1936  | 1946  | 1954  | 1962  |
| ----- | ----- | ----- | ----- | ----- | ----- | ----- | ----- | ----- |
| 1 968 | 1 811 | 1 693 | 1 607 | 1 503 | 1 545 | 1 450 | 1 382 | 1 416 |

| 1968  | 1975  | 1982  | 1990  | 1999  | 2006  | 2008  | 2013  | 2018  |
| ----- | ----- | ----- | ----- | ----- | ----- | ----- | ----- | ----- |
| 1 462 | 1 452 | 1 427 | 1 191 | 1 239 | 1 277 | 1 287 | 1 291 | 1 238 |

| 2022  | - | - | - | - | - | - | - | - |
| ----- | - | - | - | - | - | - | - | - |
| 1 241 | - | - | - | - | - | - | - | - |

### Pyramide des âges
La population de la commune est relativement âgée.
En 2018, le taux de personnes d'un âge inférieur à 30 ans s'élève à 26,1 %, soit en dessous de la moyenne départementale (30,2 %). À l'inverse, le taux de personnes d'âge supérieur à 60 ans est de 37,8 % la même année, alors qu'il est de 32,3 % au niveau départemental.
En 2018, la commune comptait 576 hommes pour 662 femmes, soit un taux de 53,47 % de femmes, légèrement supérieur au taux départemental (51,59 %).
Les pyramides des âges de la commune et du département s'établissent comme suit.
| Hommes | Classe d’âge | Femmes |
| ------ | ------------ | ------ |
| 0,5    | 90 ou +      | 4,5    |
| 13,2   | 75-89 ans    | 17,5   |
| 20,3   | 60-74 ans    | 19,0   |
| 23,4   | 45-59 ans    | 21,6   |
| 15,3   | 30-44 ans    | 12,2   |
| 13,7   | 15-29 ans    | 10,6   |
| 13,5   | 0-14 ans     | 14,5   |

| Hommes | Classe d’âge | Femmes |
| ------ | ------------ | ------ |
| 1      | 90 ou +      | 2,7    |
| 9,2    | 75-89 ans    | 12     |
| 20,6   | 60-74 ans    | 21,3   |
| 20,7   | 45-59 ans    | 20,3   |
| 16,8   | 30-44 ans    | 16     |
| 15,6   | 15-29 ans    | 13,4   |
| 16,1   | 0-14 ans     | 14,3   |

### Remarques
Baignes absorbe Sainte-Radegonde en 1854.

## Économie

### Agriculture
La viticulture occupe une petite partie de l'activité agricole. La commune est située dans les Bons Bois, dans la zone d'appellation d'origine contrôlée du cognac.

## Équipements, services et vie locale

### Enseignement
- Le collège André-Malraux accueille les élèves de la 6e à la 3e. En 2011, ils sont au nombre de 143 répartis dans huit classes[48].
- école élémentaire, cinq classes
- école maternelle[49]

### Autres équipements et services
Chef-lieu de canton, Baignes dispose d'une gendarmerie, d'un poste de secours, d'une poste.

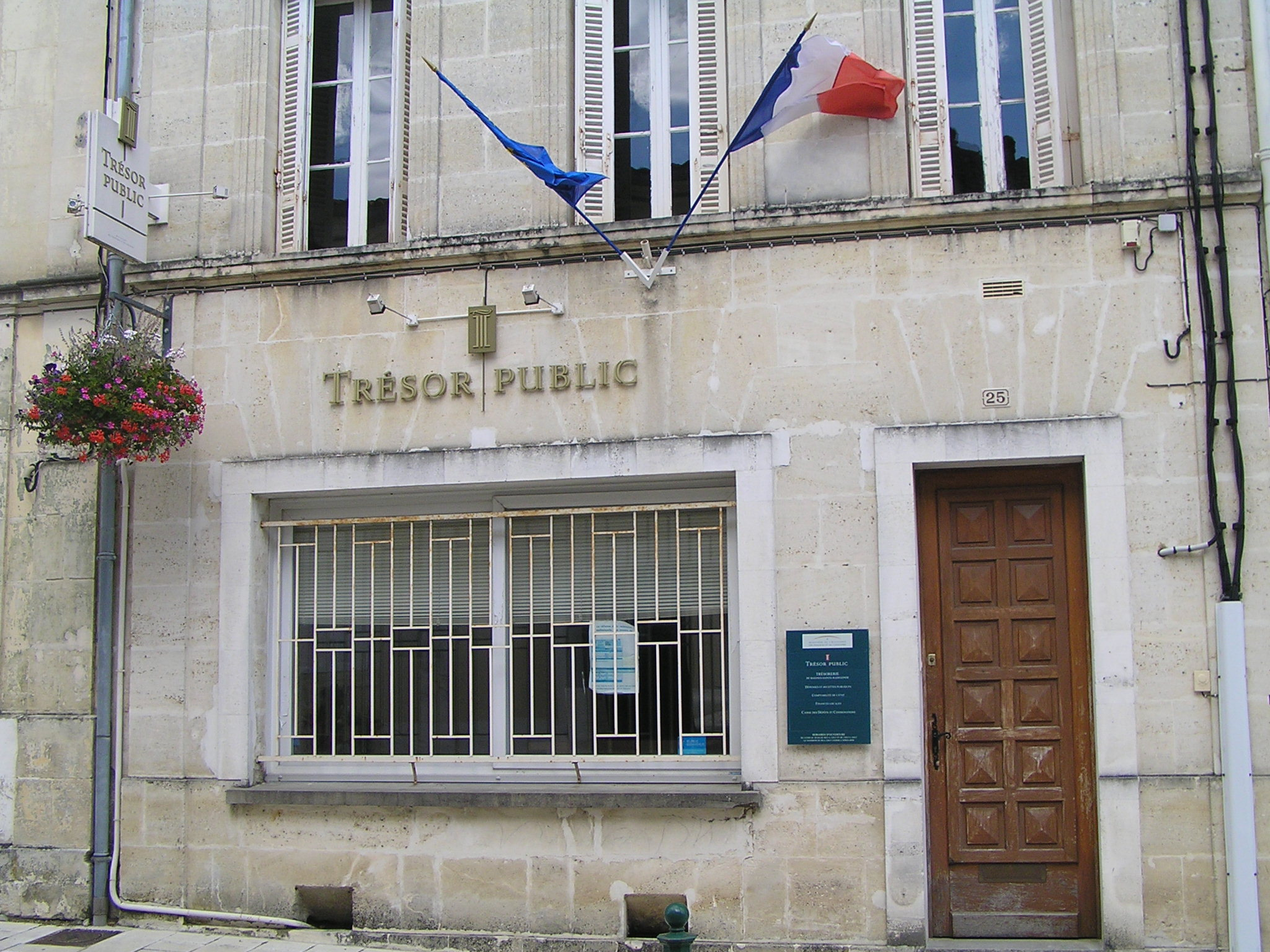
La perception.
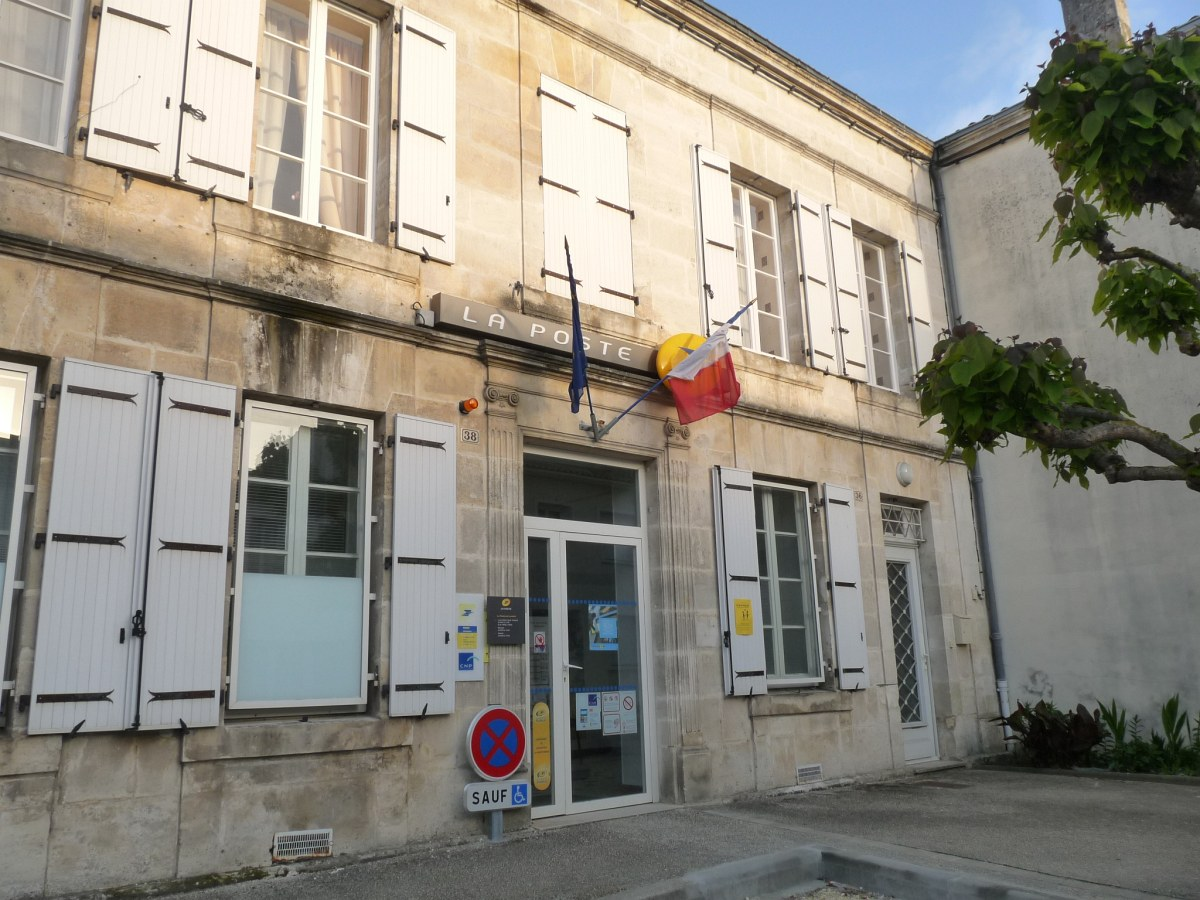
La poste.

## Culture locale et patrimoine

### Lieux et monuments

#### Patrimoine religieux

##### Église Sainte-Radegonde
L'église paroissiale Sainte-Radegonde, située au bourg, a été fondée et construite à la fin du XIIe siècle par l'abbaye Saint-Étienne toute proche. Les colonnes engagées du mur nord sont romanes alors que celles du mur sud sont nettement gothiques et datent du XIIIe siècle. Il y a un vestige d'arc brisé et un départ de voûtes du XIIIe siècle. En effet, le chœur a été détruit lors des guerres de religion. Le clocher-porche a été construit en 1890 et remplace un simple fronton, clocher-mur, où deux cloches étaient superposées.
À l'intérieur de l'église, il y a un vitrail qui représente sainte Radegonde, femme de Clotaire Ier, signé du maître-verrier Charles Lorin de Chartres.

#### Patrimoine civil
- Ruines du château de Montausier XVIe siècle: fontaine voûtée dite Font-de-Madame ; tour de Montausier XIIe siècle[53].
- Manoir romantique XIXe siècle de l'abbé Michon, archéologue, inventeur de la graphologie[54],[55].

Le patrimoine bâti présente des aspects tout à fait remarquables, à Baignes 

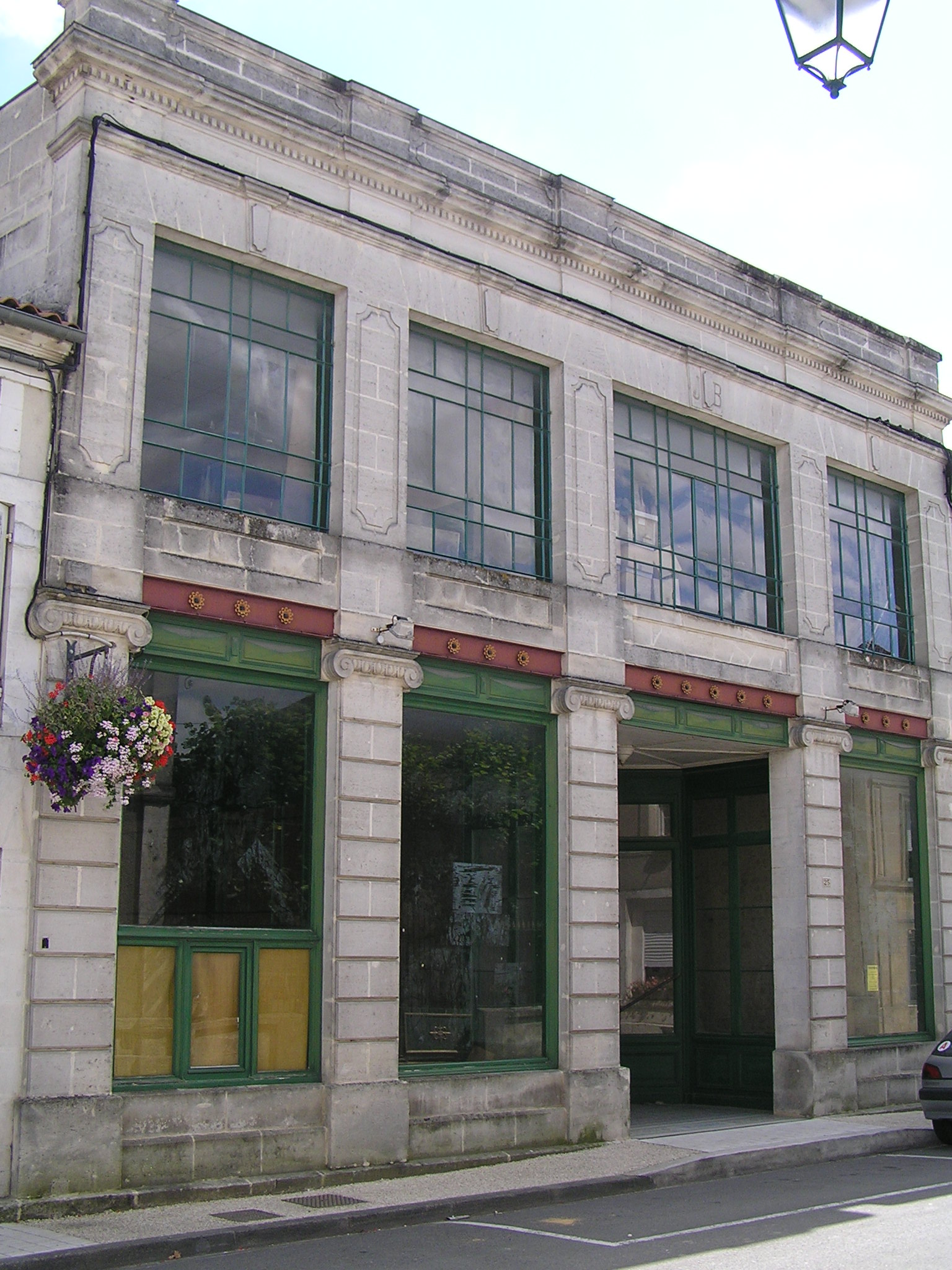
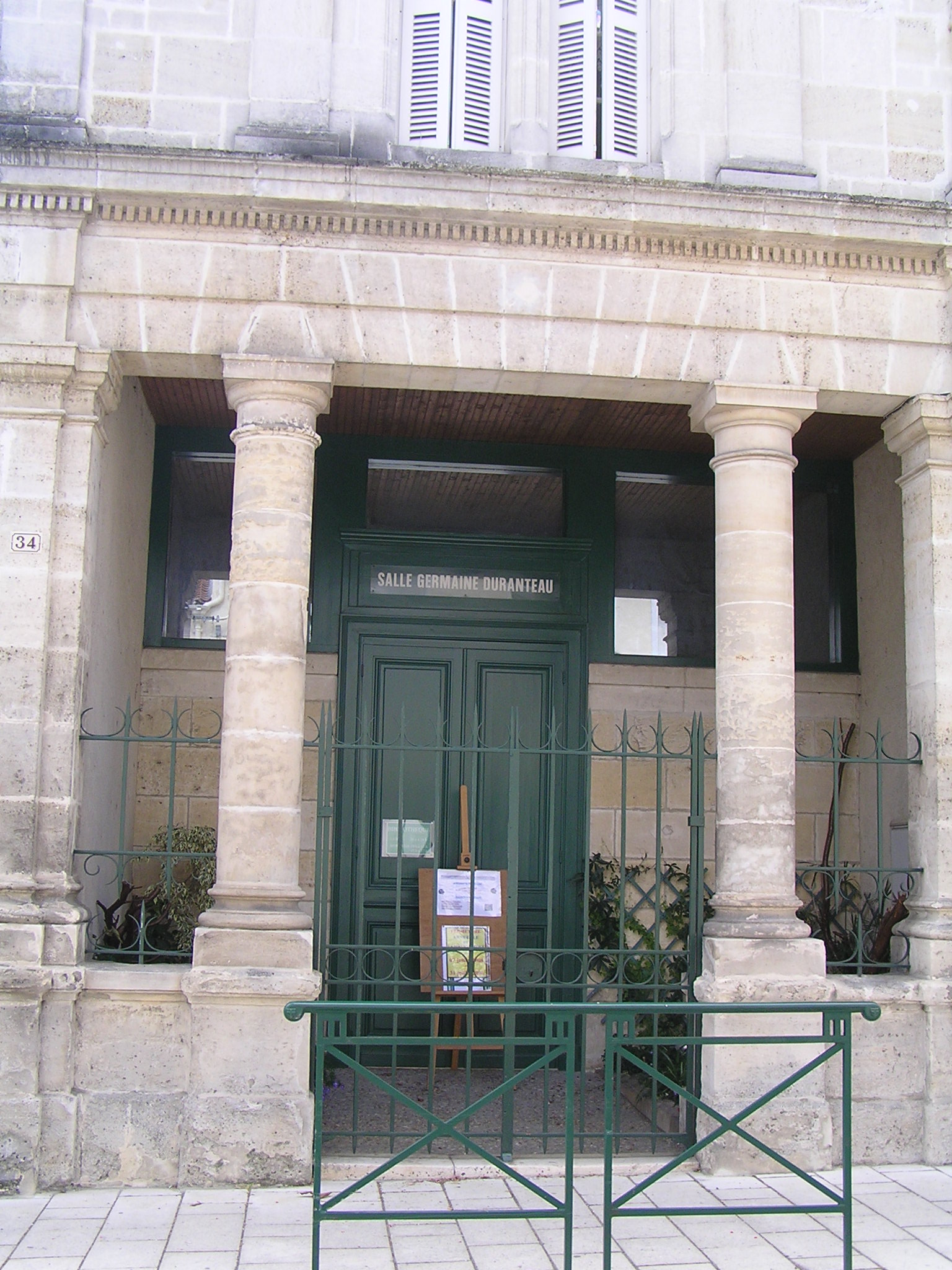
Musée.
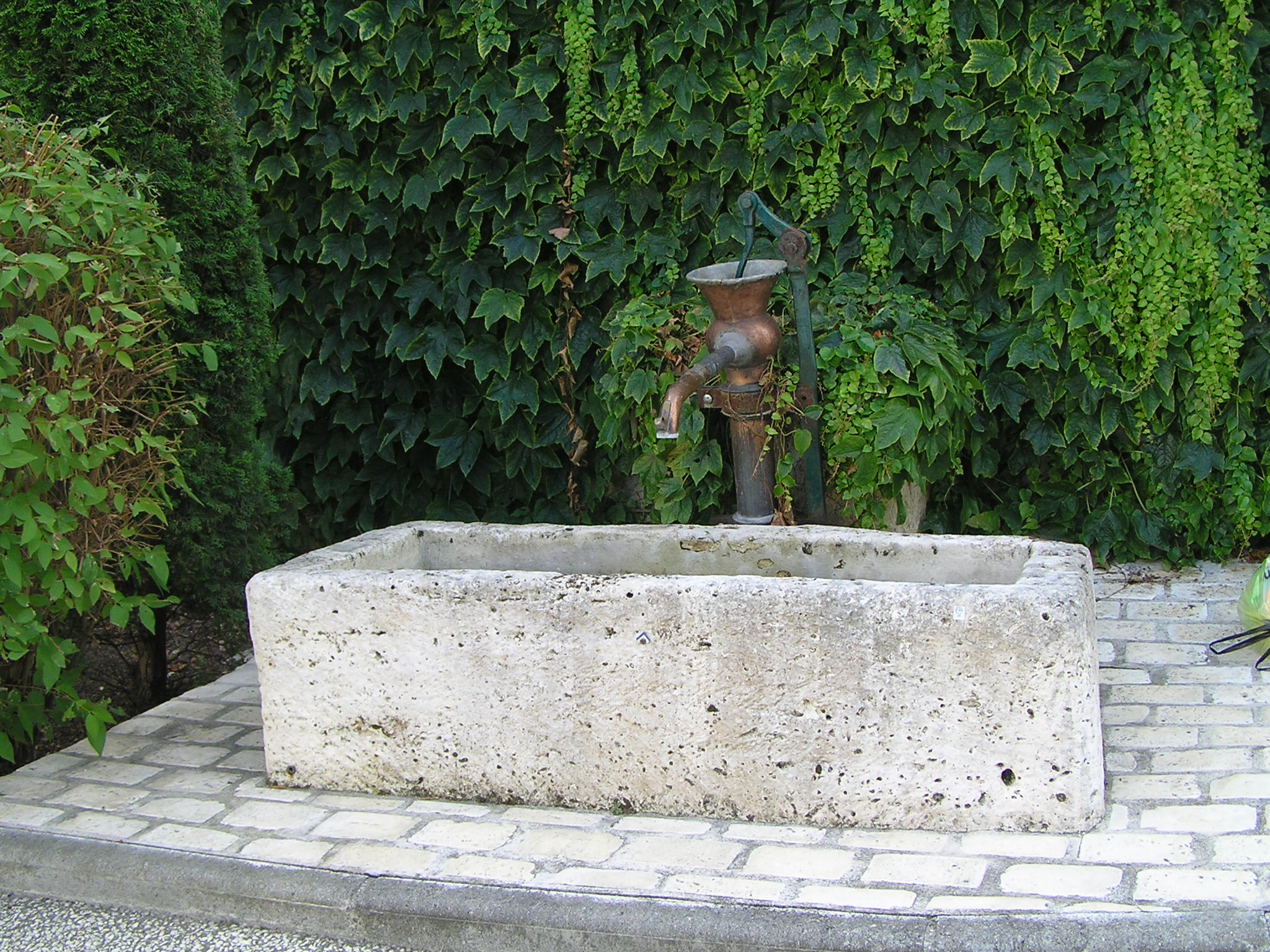
Pompe.

Comme à Sainte-Radegonde 

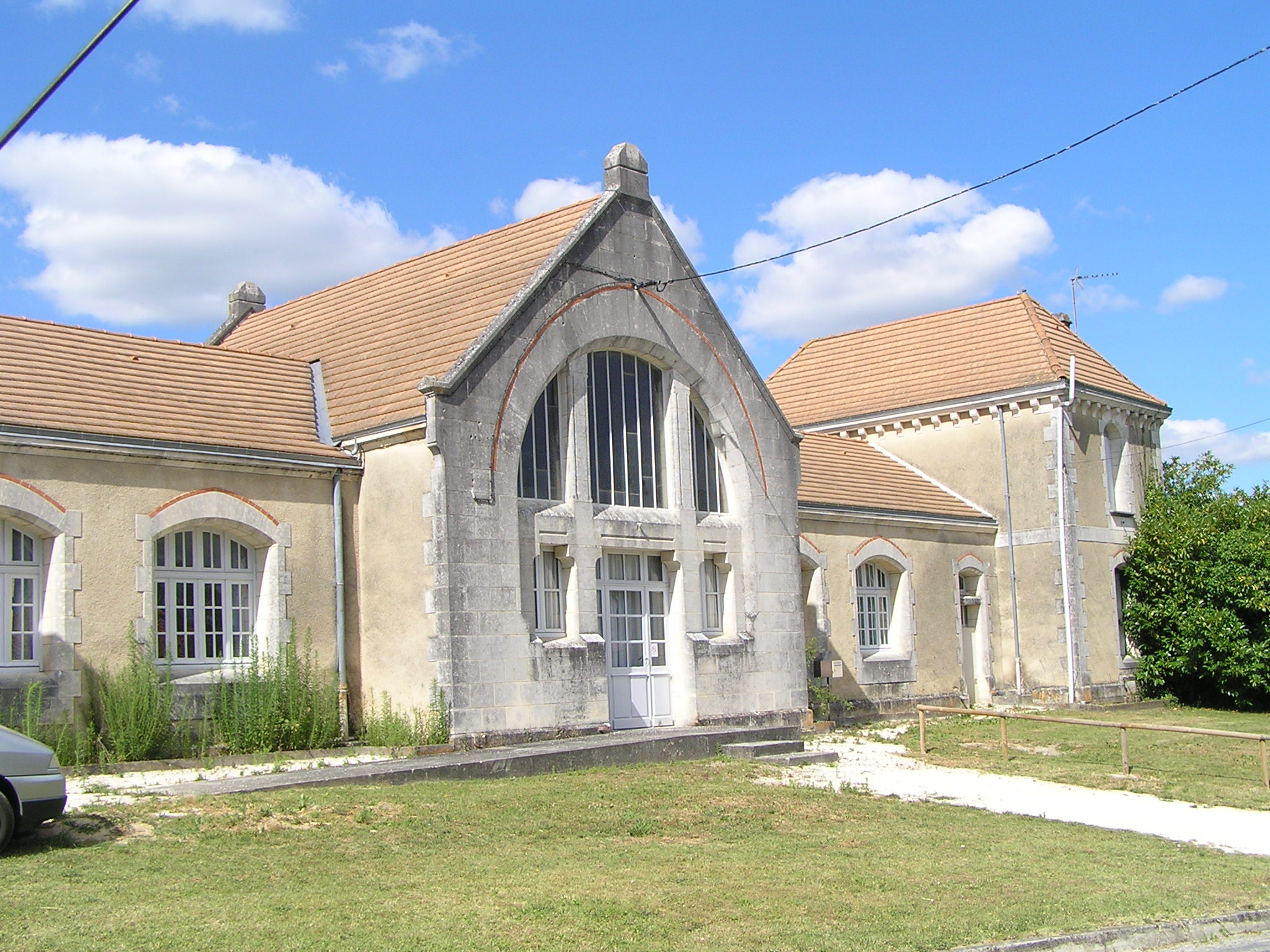
Bâtiment.
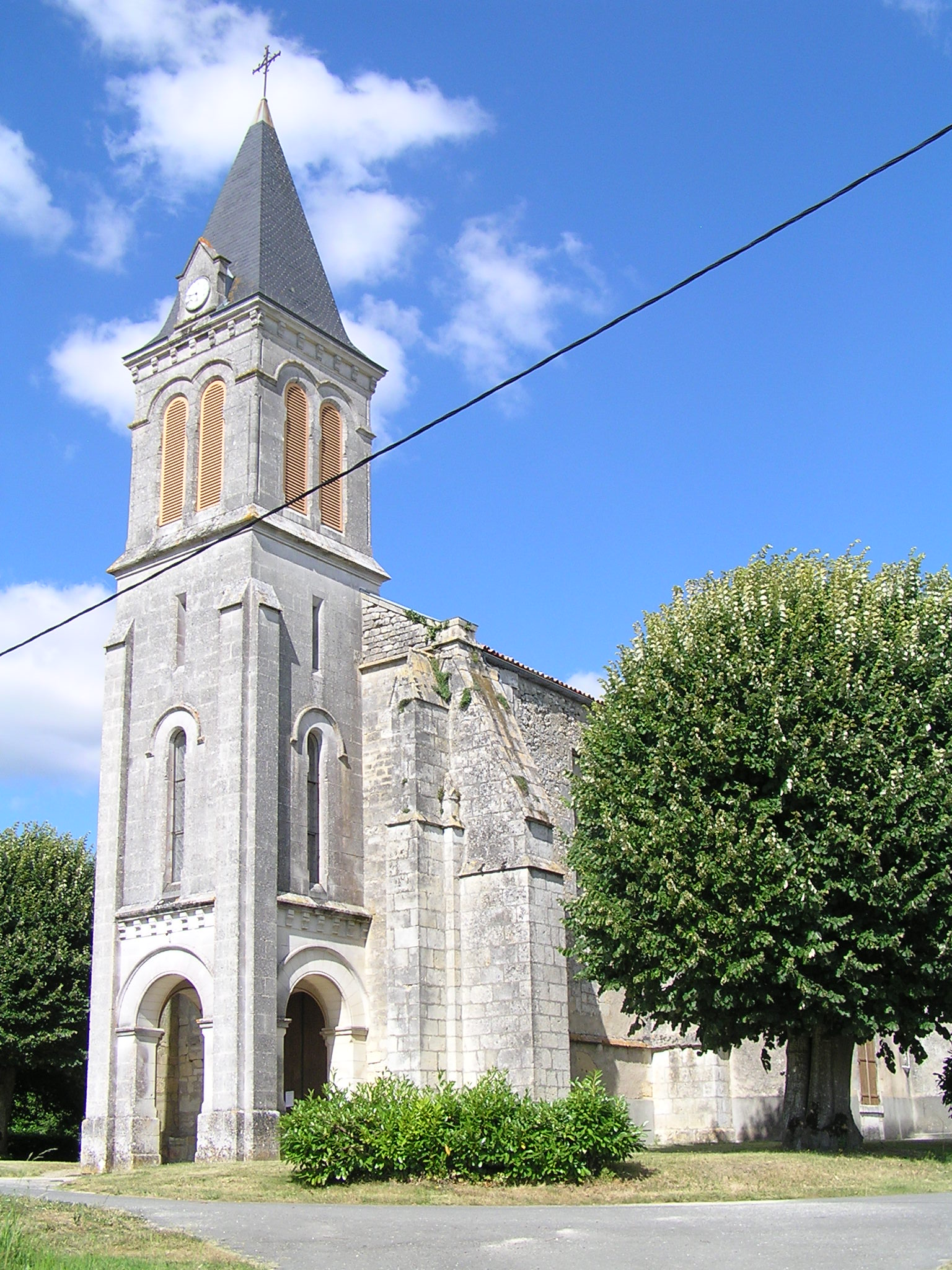
Église.

#### Voie verte
L'ancienne voie ferrée de Châteauneuf à Saint-Yzan a été aménagée en voie verte en 2004. Celle-ci va de Barbezieux à Clérac, en Charente-Maritime, par Baignes. Au nord de Barbezieux, elle a été prolongée jusqu'à Saint-Médard qui en marque l'extrémité goudronnée en 2015. La liaison jusqu'à Châteauneuf est à l'étude,.

### Personnalités liées à la commune

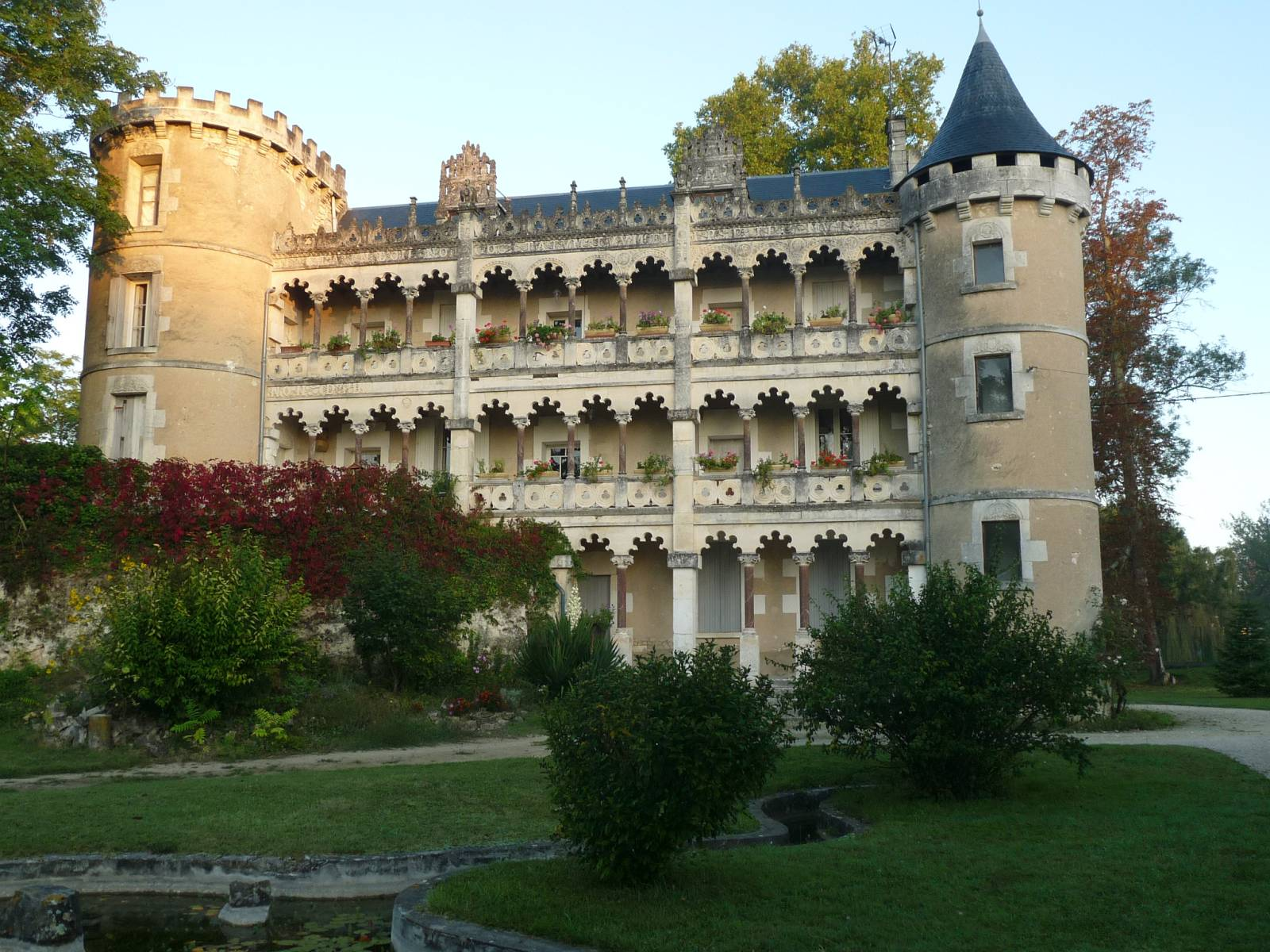
Le manoir de l'abbé Michon, près des ruines du chateau de Montausier

- Charles de Sainte-Maure, duc de Montausier, précepteur du Dauphin Louis de France, fils de Louis XIV, et en faveur duquel ce prince érigea en duché-pairie la baronnie de Montausier en 1665.
- Pierre-François-Jacques Piet, homme politique français né en 1752 à Baignes.
- L'abbé Jean-Hippolyte Michon, né en Corrèze en 1806, vécut de nombreuses années en Charente avec sa famille. Il fut un homme universel : écrivain, journaliste et archéologue. Il fit construire sur les anciens vestiges du château de Montausier un manoir qu'il dessina lui-même avec l'aide d'ouvriers du métier. Il s'inspira des voyages en Orient pour en définir l'architecture, qui emprunte au Moyen Âge les mâchicoulis et les créneaux et à l'art oriental les arcs polybés. Fondateur de la graphologie, études des écritures manuscrites visant à révéler la personnalité des auteurs, il publia en 1878 La méthode pratique de graphologie.
- Alfred Séguin (1825-1912), auteur dramatique et romancier né à Baignes.
- Baptiste Roussy (1856-1926). Né au Tâtre, maire de Baignes, professeur à l'École pratique des hautes études et au Collège de France, auteur de Éducation domestique de la femme et rénovation sociale traitant de démographie, natalité, mortalité, ainsi que de nombreux autres travaux[58].
- Roger Vieuille, acteur né à Baignes (1883-1957).
- René Baudry (1907-1964), militaire, Compagnon de la Libération, est né et mort à Baignes-Sainte-Radegonde.
- Jean-Philippe Robin (1967-2015), champion paralympique de tennis de table, a vécu à Baignes-Sainte-Radegonde.

### Héraldique
| Blason | Blasonnement : Losangé d'or et d'azur. |